# Семир Чилић
Семир Чилић (Јабланица, 22. септембар 1990) je босанскохерцеговачки фудбалер, који тренутно игра за ХШК Зрињски Мостар. Игра и за младу репрезентацију БиХ.